# Tommy Sheridan

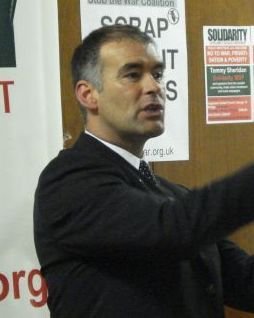
Sheridan in 2007

Thomas Sheridan (7 maart 1964) is een Schots politicus die diende als voorzitter van Solidarity van 2019 tot 2021. Eerder was hij voorzitter van de Scottish Socialist Party (SSP) van 1998 tot 2004 en co-voorzitter van Solidarity van 2006 tot 2016. Hij was lid van het Schotse Parlement (MSP) voor de regio Glasgow van 1999 tot 2007.
Sheridan was actief als militant entrist in de Labour Party tot 1989, toen Labour hem uitsloot, en werd lid van Scottish Militant Labour (SML), dat uiteindelijk de kern werd van de Scottish Socialist Party (SSP). Hij was een prominente voorvechter tegen de Poll Tax (officieel bekend als de Community Charge) in Schotland en werd in 1991 zes maanden gevangengezet omdat hij aanwezig was bij een 'warant sale' nadat Glasgow Sheriff Court een gerechtelijk bevel had uitgevaardigd waarbij zijn aanwezigheid werd verboden. In 1999 werd hij gekozen als vertegenwoordiger van Glasgow in het Schotse Parlement en in 2003 werd hij herkozen, ondanks dat hij in 2000 en 2002 werd opgesloten vanwege het niet betalen van boetes die waren opgelegd wegens verstoring van de openbare orde tijdens demonstraties tegen de aanwezigheid van de nucleaire vloot bij de Faslane Naval Base.
In 2006 won hij in de zaak Sheridan v News International een smaadzaak tegen News of the World en werd hij 200.000 pond schadevergoeding toegekend. Het jaar daarop werd hij beschuldigd van meineed omdat hij leugens had verteld aan de rechtbank in zijn smaadzaak. In de daaropvolgende weken werden ook zes van zijn familieleden en collega's aangeklaagd. In oktober 2010 verscheen hij samen met zijn vrouw Gail voor een rechtszaak wegens meineed. Op 23 december 2010 werd Sheridan schuldig bevonden aan meineed en op 26 januari kreeg hij een gevangenisstraf van drie jaar opgelegd. De aanklachten tegen zijn vrouw werden ingetrokken. Naar aanleiding van het telefoonhackingschandaal van News of the World werd het Crown Office in 2011 opgedragen de zaak opnieuw te beoordelen. Sheridan verliet de gevangenis in januari 2012 op basis van de regels voor automatische voorwaardelijke invrijheidstelling.

## Vroege leven
Sheridans moeder was Alice Sheridan, een politiek activist die zich kandidaat stelde voor politieke groeperingen waar haar zoon bij betrokken was.
Sheridan werd rooms-katholiek opgevoed en was scholier in St Monica's Primary (Pollok) en Lourdes Secondary voordat hij studeerde aan de Universiteit van Stirling, waar hij een diploma in de economie behaalde. In 2008 behaalde hij een Master in Sociaal Onderzoek aan de Universiteit van Strathclyde. Hij studeerde rechten aan de Strathclyde Law School, op een versneld tweejarig traject, en studeerde af in 2015. Hij speelde ook voetbal op juniorniveau bij Larkhall Thistle, Benburb, East Kilbride Thistle, Baillieston Juniors en St. Anthony's.

## Politieke carrière, 1983–2009

### Vroege activisme
Sheridan werd lid van de Militant-groep terwijl hij studeerde aan de Universiteit van Stirling, rond 1983, nadat hij actief was geweest in een breed anti-trotskistische groep, waaronder liberalen, communisten en leden van de Labour Party. Na zijn afstuderen ging hij naar Cardonald College als onderdeel van een (onsuccesvolle) poging van Militant om Schotse Labour-studenten te werven op hogescholen. De Labour Party, destijds geleid door Neil Kinnock, oordeelde dat Militant de grondwet van de Labour Party overtrad en Sheridan zelf werd in 1989 uit de Labour Party gezet wegens "het schaden van de reputatie van de partij".
Binnen Militant was hij het gezicht van een massale campagne tegen de Community Charge (ook bekend als de Poll Tax) in Schotland, waar het een jaar eerder dan in andere delen van het VK "als experiment" werd ingevoerd. De campagne, die het weigeren om de belasting te betalen omvatte, samen met verzet tegen 'warrant sales' die lokale raden hielden om het geld te herstellen, was uiteindelijk succesvol en Sheridan werd een populaire politieke figuur. Sheridan veroordeelde degenen die de politie bevochten in de grootschalige rellen tegen de poll tax in Londen, die plaatsvonden op 31 maart 1990, de dag voordat de belasting werd ingevoerd in Engeland en Wales, en dreigde publiekelijk met "namen noemen". De politie riep mensen op hen de namen te vertellen van vermeende relschoppers, en mede als gevolg van politie-optreden op basis van dergelijke informatie, werden meer dan 100 mensen gevangengezet. Samen met Joan McAlpine publiceerde hij "A Time to Rage", waarin de anti-poll tax-beweging van eind jaren 80 en begin jaren 90 werd beschreven. McAlpine heeft later geschreven over de Sheridan met wie ze close werd, met name met betrekking tot de lasterzaak.
Als het meest prominente Militant-lid in Schotland was Sheridan een leidende figuur in de splitsing van de groep in het begin van de jaren 90. Door het succes van de campagne tegen de poll tax voelden veel Militant-leden, met name in Schotland, ervoor om het entrisme op te geven en om aparte politieke partijen op te richten: Scottish Militant Labour en Militant Labour in Engeland en Wales.
Het debat werd opgelost toen Sheridan en zijn aanhangers een stemming wonnen op een speciale conferentie in Bridlington in oktober 1991, waarbij de factie rond Militant-oprichter Ted Grant, die tegen het verlaten van de Labour Party was, werd verslagen. Het resultaat was een splitsing in Militant, die bekend werd als de 'Scottish Turn'; Scottish Militant Labour had tegen 1993 zes raadsleden in Glasgow, waaronder Sheridan. Met een sterke Scottish National Party (SNP) pleitte Scottish Militant Labour voor de oprichting van een nieuwe, linkse politieke partij. Er werden gesprekken gevoerd met andere linkse en Schotse republikeinse groepen en er werd in 1996 een nieuwe groep opgericht, aanvankelijk bekend als de Scottish Socialist Alliance. In 1998 werd de nieuwe Scottish Socialist Party gevormd uit de SSA. Verschillen over politieke strategie en prioriteiten binnen het Comité voor een Arbeidersinternationale (CWI) kwamen al snel naar voren, vooral over de kwestie van Schotse onafhankelijkheid, wat leidde tot een splitsing binnen de CWI en Sheridan, samen met de meerderheid van de Schotse aanhangers, verliet de organisatie.
Sheridan voerde twee verkiezingen aan terwijl hij in de gevangenis zat, waarbij hij op de tweede plaats eindigde in het kiesdistrict Pollok bij de algemene verkiezingen van 1992, waarbij hij bijna 20% van de stemmen behaalde, wat beter was dan drie andere kandidaten, maar achter de gekozen Labour Party MP. Een paar weken later won hij de Pollok-wijk in de Glasgow District Council. Hij deed mee aan de Europese Parlementsverkiezingen van 1994 als kandidaat voor SML in Glasgow en behaalde de derde plaats met 8% van de uitgebrachte stemmen.

### Verkiezing tot het Schotse Parlement
Sheridan speelde een leidende rol in de onderhandelingen om de Scottish Socialist Alliance op te richten in 1996, die later evolueerde naar de Scottish Socialist Party (SSP) in 1998. Hij werd voorzitter van de partij en werd in 1999 gekozen als vertegenwoordiger van Glasgow in het Schotse Parlement en herkozen in 2003. Samen met Alan McCombes publiceerde hij "Imagine", een schets van de principes van het socialisme voor het moderne tijdperk.
Sheridan was actief betrokken bij het doorvoeren van langverwachte veranderingen in de Schotse wetgeving, waaronder de Abolition of Feudal Tenure etc. (Scotland) Act 2000 en de Abolition of Poindings and Warrant Sales Act 2001, die hij als wetsvoorstellen in het Schotse Parlement heeft ingediend op 6 december 2001.
Op 11 november 2004 trad Sheridan af als voorzitter van de SSP, waarbij hij de zwangerschap van zijn vrouw Gail als een belangrijke reden noemde. Het ontslag ging gepaard met controverse. Later kwam naar buiten dat het uitvoerend comité van de partij unaniem had gestemd om Sheridan te dwingen af te treden na een vergadering op 9 november waarin hij bevestigde dat de verhalen door de media werden geschreven over een toen nog niet bij naam genoemde MSP over hem gingen, en aangaf juridische stappen te zullen ondernemen tegen de krant.
Na het aftreden van Sheridan noemde de News of the World hem als de MSP waarover zij hadden geschreven dat hij een buitenechtelijke affaire had en een swingersclub in Manchester had bezocht. De partij weigerde hem te steunen in een rechtszaak tegen de krant. 
De notulen van de vergadering waarin de deliberaties leidden tot het aftreden van Sheridan werden vertrouwelijk gehouden totdat ze werden opgevraagd door News International. Nadat hij weigerde de notulen vrij te geven aan het Hof van Beroep, werd Alan McCombes door rechter Lady Smith tot twaalf dagen gevangenisstraf veroordeeld. Op een noodvergadering van de Nationale Raad van de partij werd besloten dat de notulen moesten worden overhandigd, waarbij slechts 60 afgevaardigden tegen waren, om de volgende dag McCombes vrij te krijgen.
In de notulen stond een discussie van het uitvoerend comité van de partij over een recent artikel waarin werd beweerd dat een getrouwde MSP een swingersclub in Manchester had bezocht. Volgens de notulen gaf Sheridan toe dat hij inderdaad twee keer de club had bezocht, in 1996 en 2002, met goede vrienden. Sommige aanwezigen bij de vergadering getuigden dat ze Sheridan hebben horen toegeven dat hij "roekeloos" was geweest in zijn gedrag, wat achteraf gezien "een vergissing was" en dat "zijn strategie was om de beschuldigingen te ontkennen". Sheridan beweerde dat deze notulen niet juist waren.
Elf leden, waaronder vier van de MSP's van de partij, verklaarden dat ze Sheridan tijdens die vergadering hebben horen toegeven dat hij de swingersclub had bezocht. Rosemary Byrne (MSP) en twee andere leden van het uitvoerend comité, Graham McIver en Pat Smith, getuigden dat Sheridan een dergelijke verklaring niet had afgelegd. De notulen vermelden dat Sheridan de vergadering vroegtijdig verliet, maar voordat hij vertrok, "herhaalde hij dat hij niet geloofde dat er enig bewijs was dat zou bewijzen dat hij aan het liegen was. Hij accepteerde niet dat hij de bezoeken aan de club moest toegeven en voelde dat niemand zich moest uitspreken over privélevens."
Op de jaarlijkse conferentie van de SSP begin 2005 werd Sheridan verkozen tot executive van de SSP en tijdens de conferentie in maart 2006 werd hij verkozen als mede-voorzitter van de partij. Sheridan verliet echter de SSP in augustus 2006 en beschuldigde de partij van betrokkenheid bij "het grootste complot ooit", waarbij niet alleen hun leiderschap, maar ook MI5 en News International betrokken waren. Hij lanceerde een nieuwe politieke partij genaamd Solidarity.
Sheridan was oorspronkelijk van plan om opnieuw de functie van voorzitter van de Scottish Socialist Party te betwisten op de conferentie in oktober 2006, en Colin Fox beweerde dat hij de nieuwe partij alleen had opgericht omdat hij geen kans maakte om die rol als SSP-voorzitter terug te winnen.

### Activisme en arrestaties in Faslane
Sheridan werd voor het eerst gearresteerd bij de nucleaire basis Faslane, de locatie van de Trident-onderzeeërvloot van Groot-Brittannië, wegens een overtreding van de openbare orde tijdens een demonstratie in februari 2000. Hij werd veroordeeld voor dit feit, en voor verzet bij arrestatie, toen de zaak in november voor de rechter kwam, en kreeg een boete van £250. Omdat hij geloofde dat nucleaire wapens illegaal zijn volgens het internationale recht, maakte Sheridan destijds duidelijk dat hij niet van plan was de boete te betalen. De volgende maand zat hij vijf dagen van een straf van 14 dagen uit voor deze reden, en werd vrijgelaten op 22 december.
Sheridan werd opnieuw gearresteerd bij Faslane op 22 oktober 2001, kort nadat de protestactie om 7 uur 's ochtends begon. Hij werd vrijgesproken toen de zaak in juni 2002 voor de rechter kwam, omdat de Justice of the Peace zei dat er onvoldoende bewijs was. Een andere vrijspraak in oktober 2001, dit keer met betrekking tot een protest in februari 2001, leidde tot een beroep van het Openbaar Ministerie, maar dit werd in oktober 2002 verworpen door het Hof van Beroep voor Strafzaken in Edinburgh.
Sheridan was een van de eersten die werd gearresteerd wegens verstoring van de openbare orde tijdens een demonstratie bij Faslane op 11 februari 2002. Hij werd schuldig bevonden in februari 2003 en kreeg een boete van £200, maar weigerde te betalen en werd op 25 augustus 2003 naar de gevangenis gestuurd voor niet-betaling. Dit keer kreeg hij een gevangenisstraf van zeven dagen, waarvan hij er 3 uitzat, plus de nacht in hechtenis na zijn arrestatie. Voordat hij zich op 24 augustus 2003 bij het politiebureau van Glasgow meldde voor arrestatie, zei Sheridan tegen verslaggevers: "Kernwapens zijn een misdaad tegen de menselijkheid en zouden van de Clyde en van Groot-Brittannië moeten worden verwijderd."

### Afsplitsing van de Scottish Socialist Party
In september 2006 richtte Tommy Sheridan een nieuwe politieke partij op in Schotland genaamd Solidarity, met zichzelf en mede-MSP Rosemary Byrne als gezamenlijke coördinatoren. Sheridan slaagde er net niet in om herkozen te worden bij de verkiezingen van 2007 voor het Schotse parlement in het kiesdistrict Glasgow. De partij stelde ook een kandidaat op bij tussentijdse verkiezingen in 2008 in Glasgow East en Glenrothes, en Sheridan zelf stelde zich kandidaat bij de tussentijdse verkiezing in 2009 in Glasgow North East.
Sheridan stelde zich ook kandidaat bij de Europese Parlementsverkiezingen van 2009 voor "No to EU - Yes to Democracy", een linkse anti-globalisatiecoalitie onder leiding van de vakbondsleider Bob Crow van de RMT-vakbond.
Sheridan trad in juni 2016 af als coördinator van Solidarity, maar keerde terug als coördinator in 2019. In 2020 sloot Solidarity zich aan bij Action for Independence, een nieuwe pro-onafhankelijkheidsalliantie.
In maart 2021 trad hij samen met zijn vrouw Gail toe tot de Alba Party.

## Lasterzaak
Hoorzittingen in Sheridan's lasterzaak tegen de uitgevers van News of the World begonnen op 4 juli 2006 in de Court of Session in Edinburgh. Ongebruikelijk in Schotse civiele procedures werd de zaak voor een jury behandeld.
De jury hoorde beschuldigingen dat Sheridan swingersclubs in Manchester had bezocht en buitenechtelijke relaties had gehad met twee vrouwen. Sheridan, die beweert een geheelonthouder te zijn, zou tijdens een buitenechtelijke affaire champagne hebben gedronken en cocaïne hebben gebruikt. Sheridan ontkent dat hij champagne heeft gedronken en de beschuldiging van drugsmisbruik. Elf leden van het uitvoerend comité van de SSP getuigden dat hij tijdens een uitvoerend comité-vergadering had toegegeven dat hij swingersclubs had bezocht met vrouwen, maar vier andere leden van de SSP die bij die vergadering aanwezig waren, steunden de bewering van Sheridan dat hij tijdens die vergadering geen dergelijke bekentenis had gedaan.
Op 14 juli 2006 ontsloeg Sheridan zijn juridische team en begon zichzelf te vertegenwoordigen. Zijn kruisverhoor van getuigen werd door een linkse commentator beschreven als "walgelijk", waarbij het kruisverhoor van Katrine Trolle eruit werd gepikt: "Sheridan ondervroeg haar over hun seksuele geschiedenis, waarbij bezoeken aan Cupids met Sheridan en groepsseksuele ontmoetingen met hem en zijn zwager Andrew McFarlane werden besproken. Toen ze zei dat ze zich schaamde voor haar verleden, maar dat ze de waarheid sprak, brandmerkte Sheridan haar onverschrokken als een meineedster, een samenzweerder en een golddigger. [...] Het verbaast me nog steeds en is niet weinig ontmoedigend dat iemand aan de linkerkant - iedere fatsoenlijke mens, eigenlijk - een vrouwelijke socialistische karakter in de rechtbank zou kunnen belasteren, niet één keer, maar twee keer, om een valse reputatie van een toonaangevende socialistische politicus te beschermen."
Op 4 augustus 2006 won Sheridan zijn zaak met een meerderheidsverdict van 7-4 en de jury kende hem een maximale schadevergoeding van £200.000 toe. News of the World heeft beroep aangetekend tegen het vonnis. In de Scottish Socialist Voice van 8 augustus ondertekenden nog eens zes leidende leden van de SSP een brief waarin stond dat Sheridan hun had verteld dat hij tijdens een vergadering van de SSP Executive had toegegeven dat hij de swingersclub in Manchester had bezocht.
News of the World was van plan beroep aan te tekenen tegen wat zij beschreven als de "perverse" beslissing direct na het proces, en een voorlopige datum voor de hoorzitting werd vastgesteld voor december 2007, maar deze werd uitgesteld tot de uitkomst van het strafrechtelijk onderzoek van de procureur-fiscaal.

### Beschuldigingen van getuigenbeïnvloeding
Op 10 oktober 2006 meldde BBC News dat de politie van Grampian een claim onderzocht van Fiona McGuire, die getuige was geweest in het proces tegen News of the World, dat ze een doodsbedreiging per post had ontvangen. In een verklaring aan de BBC zei Sheridan: "Ik veroordeel ten zeerste elke bedreiging aan het adres van Fiona McGuire of enig ander individu".
Op 26 augustus 2007 meldde de Sunday Herald dat John Lynn door rechercheurs was ondervraagd over beschuldigingen van getuigenbeïnvloeding. Lynn is naar verluidt een bekende van Paul Ferris, een voormalige crimineel die bevriend is geraakt met Sheridan. Het bericht zei dat Helen Allison, die in de rechtbank beweerde dat ze Sheridan seks zag hebben in een hotel in Glasgow, was benaderd door Lynn die haar vroeg geen getuigenis af te leggen. Lynn heeft ooit 17 jaar in de gevangenis gezeten voor het neerschieten van een barman in Ulster.

### Verborgen video
Op 1 oktober 2006 zorgde News of the World opnieuw voor controverse door nieuw bewijs te publiceren ter ondersteuning van hun bewering dat Sheridan had gelogen tegen de Court of Session. Het was een video-opname van Sheridan waarin hij toegaf dat hij twee keer een swingersclub in Manchester had bezocht en verder dat hij dit, zoals andere hoge SSP-leden in de rechtbank beweerden, had toegegeven tijdens een uitvoerende vergadering van de SSP. De tape was zonder medeweten van Sheridan gemaakt met een verborgen camera door SSP-lid George McNeilage in diens huis nadat hij Sheridan daar had uitgenodigd. McNeilage was een van de drie getuigen op het huwelijk van Sheridan.
Sheridan is op de video niet duidelijk te zien op elk moment. De krant heeft geen beelden uit de video kunnen produceren waarop Sheridan's gezicht te zien is en Sheridan beweert dat de video nep is. Hij erkende dat zijn stem op de tape te horen was, maar suggereerde dat deze was samengevoegd met fragmenten van de stem van iemand anders. News of the World beweerde dat vier onafhankelijke stemanalisten hadden bevestigd dat de stem op de tape die van Tommy Sheridan was. In een interview met de BBC zei een forensisch spraakwetenschapper, Peter French, echter: "Experts zouden nooit met zekerheid kunnen zeggen dat ze een persoon hebben geïdentificeerd en dit soort bewijs zou nooit uitsluitend gebruikt moeten worden voor een strafzaak."
Sheridan suggereerde vervolgens dat MI5, iemand binnen de SSP, Rupert Murdoch en Bill Gates hadden samengespannen om de video te fabriceren om zijn campagne voor een onafhankelijk socialistisch Schotland te ondermijnen.

### Veroordeling voor meineed
Het tegenstrijdige bewijs tijdens het proces resulteerde in waarschuwingen van de rechter aan verschillende getuigen over de implicaties van meineed. Op maandag 7 augustus 2006 meldde de politie van Lothian and Borders dat ze twee klachten van meineed hadden ontvangen, één van de voormalige conservatieve MSP Brian Monteith, de andere vermoedelijk van de notulist van de SSP-minuten.
Op 22 augustus 2006 gaf het Crown Office opdracht aan het Procurators Fiscal-kantoor in Edinburgh om te onderzoeken of er gronden waren voor een strafrechtelijk onderzoek. Op 2 oktober 2006 werd geconcludeerd dat die er waren en werd de politie van Lothian and Borders geïnstrueerd om een strafrechtelijk onderzoek te starten. Op 21 februari 2007 meldde The Herald dat het Crown Office de politie van Lothian and Borders had gevraagd een volledig onderzoek in te stellen na ontvangst van een voorlopig rapport.
In mei 2007 werd gemeld dat personeel van Cupid's Swingers Club in Manchester aan de politie had verteld dat ze smeergeld was aangeboden om niet mee te werken aan het onderzoek.
Op 16 december 2007 werd Sheridan beschuldigd van meineed met betrekking tot de zaak van News of the World. In een openbare verklaring buiten het politiebureau schreef hij zijn arrestatie toe aan de "grote invloed" van de pers van Murdoch. In februari 2008 werden ook zijn vrouw Gail, voormalig SSP MSP Rosemary Byrne, voormalige leden van het uitvoerend comité van de SSP, Patricia Smith, Graeme McIver, Jock Penman, en de schoonvader van Sheridan, Angus Healey, beschuldigd van meineed.
Op 27 januari 2009 werden Sheridan en zijn vrouw aangeklaagd wegens meineed en werden ze opgeroepen om op 26 februari voor een voorbereidende zitting te verschijnen bij de Edinburgh High Court. maar dit werd uitgesteld tot 11 mei.
Het proces begon op 4 oktober 2010 bij de Glasgow High Court. Sheridan's oorspronkelijke verdedigingsteam bestond uit Donald Findlay, die werd vervangen door Maggie Scott. Echter, enkele weken in de zaak, gaf Sheridan instructies aan zijn advocaat Aamer Anwar, die hem sinds 2007 verdedigde, om Scott terug te trekken. Vervolgens voerde hij zelf zijn verdediging uit, waarbij Anwar hem als amicus curiae assisteerde.
Op 23 december 2010 oordeelde een jury dat Sheridan schuldig was aan meineed en op 26 januari 2011 werd hij veroordeeld tot 3 jaar gevangenisstraf. Aanvankelijk werd hij vastgehouden in de gevangenis van Barlinnie in Glasgow, maar na enkele weken werd hij overgeplaatst naar een halfopen vleugel in Barlinnie, en op 21 juni werd hij overgebracht naar de open gevangenis Castle Huntly. Op 30 januari 2012 werd Sheridan vrijgelaten onder een Home Detention Curfew, na iets meer dan een jaar van zijn straf te hebben uitgezeten.
Sheridan en Aamer Anwar splitste later hun wegen, waarbij Gordon Dangerfield als Sheridan's advocaat optrad.
In 2015 weigerde de Schotse Criminal Cases Review Commission de zaak door te verwijzen naar het Hooggerechtshof.

#### Steun voor Sheridan
Een "Verdedig Tommy Sheridan"-campagne werd gelanceerd door vakbondsleden en politici om te eisen waarom Sheridan werd onderzocht. In december 2007 zei Sunday Herald-columnist Iain MacWhirter dat het "moeilijk is om niet te concluderen dat de ijver van de politie is geïnspireerd door News International van Rupert Murdoch". De campagne kreeg steun van politicus George Galloway en leidende vakbondsman Bob Crow (RMT). Tijdens een bijeenkomst in juni 2008 georganiseerd door de campagne, bekritiseerden sprekers, waaronder FBU-secretaris Kenny Ross, Paddy Hill en Gerry Conlon, de motieven voor het onderzoek, stelden ze vragen over de rol van de politie en het Crown Office en bekritiseerden ze mondeling de getuigen die in het oorspronkelijke proces geen nuttige informatie hadden verstrekt aan Sheridan.
Beweringen van illegale surveillance In maart 2007 onderzocht de politie van Lothian and Borders beweringen dat Tommy Sheridan was afgeluisterd nadat een verdacht apparaat in zijn auto was gevonden. Het apparaat werd omschreven als "niet van het soort dat wordt gebruikt door Britse veiligheidsdiensten".
Een klacht die in juli 2011 bij de politie van Strathclyde werd ingediend, leidde tot Operation Rubicon, een groot onderzoek waarbij 50 agenten betrokken waren die beschuldigingen van telefoonhacking, schending van gegevensbescherming en meineed door News of the World onderzochten. In mei 2012 werd Andy Coulson, hoofdredacteur van News of the World van 2003 tot 2007 en getuige in Sheridan's proces, "op verdenking van meineed voor het Hooggerechtshof in Glasgow" vastgehouden. Op 7 juli 2014, na de veroordeling van Coulson wegens telefoonhacking, werd Coulson zelf beschuldigd van meineed in verband met Sheridan's proces, en op 23 februari 2015 stelde een voorbereidende hoorzitting in het Hooggerechtshof in Edinburgh de datum van 21 april vast voor het proces. Op 3 juni 2015 werd Coulson officieel vrijgesproken nadat de zaak tegen hem was verworpen door een rechter.

### Beroep van News Group tegen schadevergoedingsvonnis (2016)
Een beroepsprocedure bij het Court of Session in Edinburgh tegen de schadevergoeding van 2006 in het licht van de latere veroordeling van Sheridan voor meineed begon op 10 mei 2016. New Group Newspapers (nu onderdeel van News UK) verloor hun beroep tegen de toekenning van £200.000 schadevergoeding aan Sheridan op 19 augustus 2016.

### Publicaties
Sheridan's opkomst en ondergang worden behandeld in twee politieke analyses: Downfall door zijn voormalige collega Alan McCombes (2011) en Tommy Sheridan: From Hero to Zero? door Gregor Gall (2012).

## Latere carrière en andere activiteiten

### Schotse onafhankelijkheidsreferendum
In aanloop naar het Schotse onafhankelijkheidsreferendum van 2014 begon Sheridan een pro-onafhankelijkheidssprekentournee onder de naam "Hope Over Fear". Tegen juni 2014 hadden vier pro-onafhankelijkheidsgroepen - Women for Independence, Labour for Independence, Generation Yes en de Radical Independence Campaign - beleid aangenomen om Sheridan geen platform te bieden tijdens de campagne. Volgens een verslag in de Sunday Herald "geloven pro-onafhankelijkheidsfiguren dat Sheridan meelift op de onafhankelijkheidscampagne om publiciteit te krijgen voor een beroep tegen zijn veroordeling".
Na de nederlaag van de Yes-campagne riep Sheridan op tot een stem op de Scottish National Party (SNP) bij de algemene verkiezingen van 2015 voor het parlement in Westminster, waarvan hij zei dat dit een tweede onafhankelijkheidsreferendum tegen 2020 zou afdwingen. Later was hij een hoofdspreker bij een Hope Over Fear-rally op George Square op zondag 12 oktober, waar hij controverse veroorzaakte door te vragen om donaties naar zijn huisadres te sturen. Hij vroeg om cheques uit te schrijven aan een gemeenschapsgroep die wordt gerund door een voormalige Solidarity-kandidaat. Voorafgaand aan de rally zei voormalig MSP Rosie Kane: "Probeer te begrijpen dat Tommy een controversieel en manipulatief karakter is. Ga gerust, maar denk niet dat dit een open, inclusief en vriendelijk evenement is. Dit is egoïsme op zijn meest manipulatieve manier."

### Broadcasting
Tommy Sheridan had 18 maanden lang een wekelijkse zondagochtendshow op Talk 107, maar het station verlengde zijn contract niet vanwege bezuinigingen en veranderingen in de programmering waardoor Mike Graham en anderen Talk107 verlieten. Hij presenteerde in 2007 een praatprogramma tijdens het Edinburgh Fringe Festival, dat gemengde recensies ontving. Hij verscheen in de Celebrity-versie van Big Brother UK. Hij was de vijfde die werd weggestemd (tijdens de dubbele uitzetting op 21 januari 2009). Hij kreeg gemengde reacties van het publiek bij zowel binnenkomst als vertrek, en gaf toe tijdens het post-uitzettingsinterview dat zijn voornaamste motivatie om deel te nemen was dat hij "het geld nodig had".

### Ceremoniemeester
Op 30 juni 2018 volgde Sheridan een opleiding om een humanistische ceremoniemeester te worden. Sheridan noemde als reden zijn incidentele rol bij het leiden van uitvaarten.
- International Standard Name Identifier: 0000 0000 3225 4997
- Library of Congress Control Number: n96008517
- Virtual International Authority File: 78039142
- WorldCat: E39PBJjtcrcP6HG6DCKMHBbrv3